# Joan Serra
Joan Serra Llobet (Sabadell, 8 de octubre de 1927 - Sabadell, 24 de enero de 2015) fue un waterpolista español. Fue el primer olímpico del Club Natació Sabadell en  1948 y el primer portero de la selección española que no pertenecía al Club Natació Barcelona.

## Biografía
De pequeño, entraba a escondidas en el Club Natació Sabadell, hasta que el 10 de mayo de 1941 su padre aceptó pagarle la cuota de socio, como hacía con su hermano Vicenç. Fue portero de la selección española de waterpolo en 23 ocasionws. Participó en los Juegos Olímpicos de Londres 1948 y los Helsinki de 1952. En las dos citas, el equipo consiguió la octava posición, pero las actuaciones de Joan Serra no pasaron desapercibidas, y en Londres se le consideró el mejor portero del torneo. El mayor éxito internacional para Serra llegó en 1951, cuando la selección se llevó la medalla de oro de la primera edición de los Juegos Mediterráneos celebrados en Alexandría. En el panorama nacional, llegó al subcampeonato de España con el Club Natació Sabadell. Joan Serra fue el mejor deportista de Sabadell en 1950, en la primera edición del certamen. A los 27 años se retiró del deporte de élite, dejando atrás una carrera deportiva que todavía hoy es un referente en deportistas locales.
El 24 de julio de 2003 se inauguraron las piscinas en Sabadell que llevan su nombre, las Piscines Municipals Joan Serra, cuando todavía vivía.
Murió el 24 de enero de 2015 en Sabadell, a la edad de 87 años. El funeral se celebró la mañana del 26 de enero en la Iglesia de San Félix de Sabadell.